# Yena Choi
Choi Yena (Corea del Sud, 15 de gener, 1981), és una cantant sud-coreana. Fins i tot abans del llançament de l'àlbum, la cançó del títol del primer àlbum "Hardcore Romantic" ja s'havia emès en diversos programes de ràdio coreans, i la cançó del títol del rock modern <My Dear> ja s'havia emès. L'àlbum va ser llançat el 18 de setembre de 2006 i va començar a actuar i emetre al mateix temps que el llançament del seu àlbum debut. Actualment està cursant una llicenciatura en administració d'empreses a la Universitat de Kyung Hee i la seva agència és 'Mujion'.

## Àlbums
1r Àlbum - Hardcore Romantic
- 01. Two People
- 02. My Dear (Cançó principal)
- 03. Becoming Colored
- 04. Just Drawing You
- 05. My Love, To You
- 06. How to Love
- 07. Letter
- 08. Her Story
- 09. Angel
- 10. Again
- 11. At the End of the World
- 12. To Be
- 13. Even If It's Hard for You
- 14. Flown Away
- 15. The End